# Mont Saint Helens
Vous lisez un « bon article » labellisé en 2007.
Ne doit pas être confondu avec Mont Saint Helena.
Le mont Saint Helens, en anglais Mount St. Helens, est un stratovolcan actif situé dans le comté de Skamania de l'État de Washington, dans le Nord-Ouest des États-Unis. Il se situe à 155 kilomètres au sud de la ville de Seattle et à 85 kilomètres au nord-nord-est de celle de Portland. Le volcan, bien connu pour ses explosions relâchant des cendres volcaniques et des nuées ardentes, fait partie de la chaîne des Cascades et de l'arc volcanique des Cascades qui est un tronçon de la ceinture de feu du Pacifique comportant environ 160 volcans actifs.
Le mont Saint Helens est célèbre depuis son éruption catastrophique du 18 mai 1980 qui causa la mort de 57 personnes et détruisit 250 maisons, 47 ponts, 24 kilomètres de voies ferrées, 300 kilomètres de routes, et plus de 500 km2 de forêt. Un énorme glissement de terrain d'un volume de 2,3 km3 de matériaux fit passer l'altitude du volcan de 2 950 à 2 540 mètres. Le sommet fut remplacé par un cratère en forme de fer à cheval d'une largeur de 1,5 kilomètre.
Comme la plupart des autres volcans de la chaîne montagneuse des Cascades, le Saint Helens est un cône éruptif constitué de laves durcies mélangées avec des cendres volcaniques et de la ponce. La montagne comporte des couches de basalte et d'andésite au travers desquelles passent plusieurs dômes de lave constitués de dacite. Le plus grand de ces dômes, du nom de Goat Rocks dome, formait le sommet d'avant 1980, qui fut partiellement détruit et remplacé par un plus petit.

## Toponymie
Le mont Saint Helens tire son nom du diplomate britannique Alleyne Fitzherbert, portant le titre de baron St Helens, qui était un ami de George Vancouver, explorateur de la région à la fin du XVIIIe siècle.
Il porte différents noms dans les langues amérindiennes : Lawala Clough en sahaptin et Low-We-Lat-Klah ou Low-We-Not-Thlat en cowlitz, qui signifient « montagne fumante ».

## Géographie

### Situation

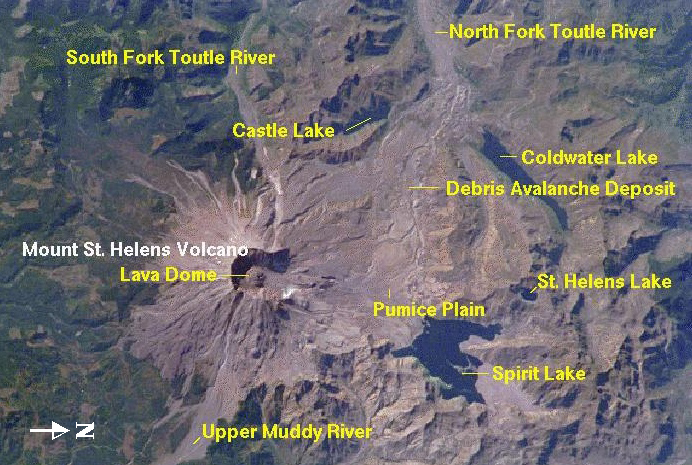
Image satellite légendée du mont Saint Helens et de ses alentours.

Le mont Saint Helens est situé dans le Nord-Ouest des États-Unis, dans le Sud-Ouest de l'État de Washington, dans le comté de Skamania. Il s'élève à 18 kilomètres au nord-est de Cougar (en), à 55 kilomètres à l'est de Longview et de Kelso, à 85 kilomètres au nord-nord-est de Portland, tandis que Seattle, ville la plus peuplée de l'État, est à 155 kilomètres au nord. La gorge du Columbia, qui forme la frontière de l'État avec celui de l'Oregon, entaille la chaîne des Cascades, dont fait partie le sommet, à 60 kilomètres au sud-sud-est. Les côtes de l'océan Pacifique se trouvent à 135 kilomètres à l'ouest. Le sommet et volcan le plus proche est le mont Adams à 55 kilomètres à l'est ; le mont Rainier, plus haut volcan de la chaîne des Cascades, est distant de 80 kilomètres au nord-est et le mont Hood de 100 kilomètres au sud-sud-est,.

### Topographie

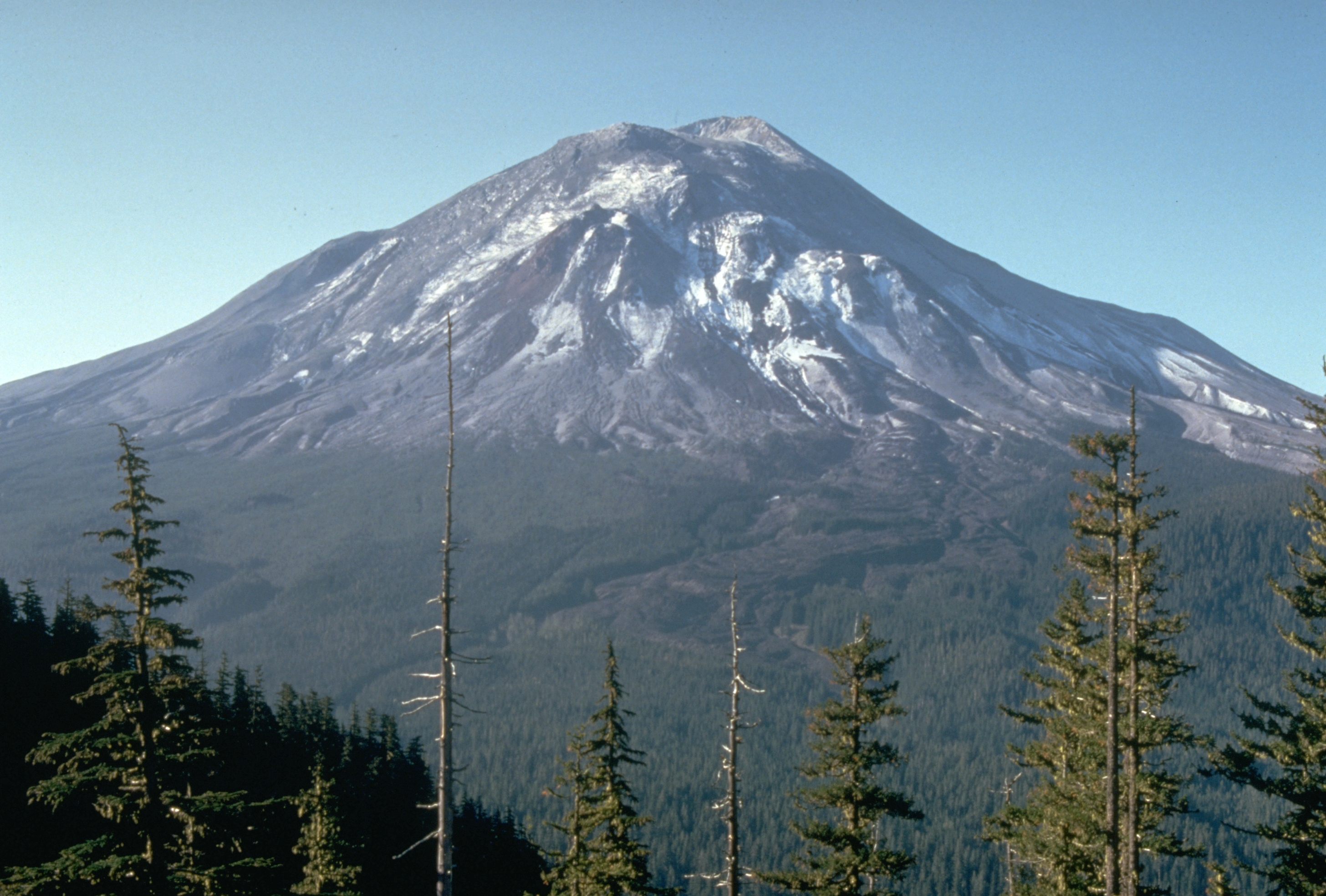
Le mont Saint Helens la veille de son éruption de 1980 qui le vit perdre une énorme partie de sa masse en créant un gigantesque cratère.

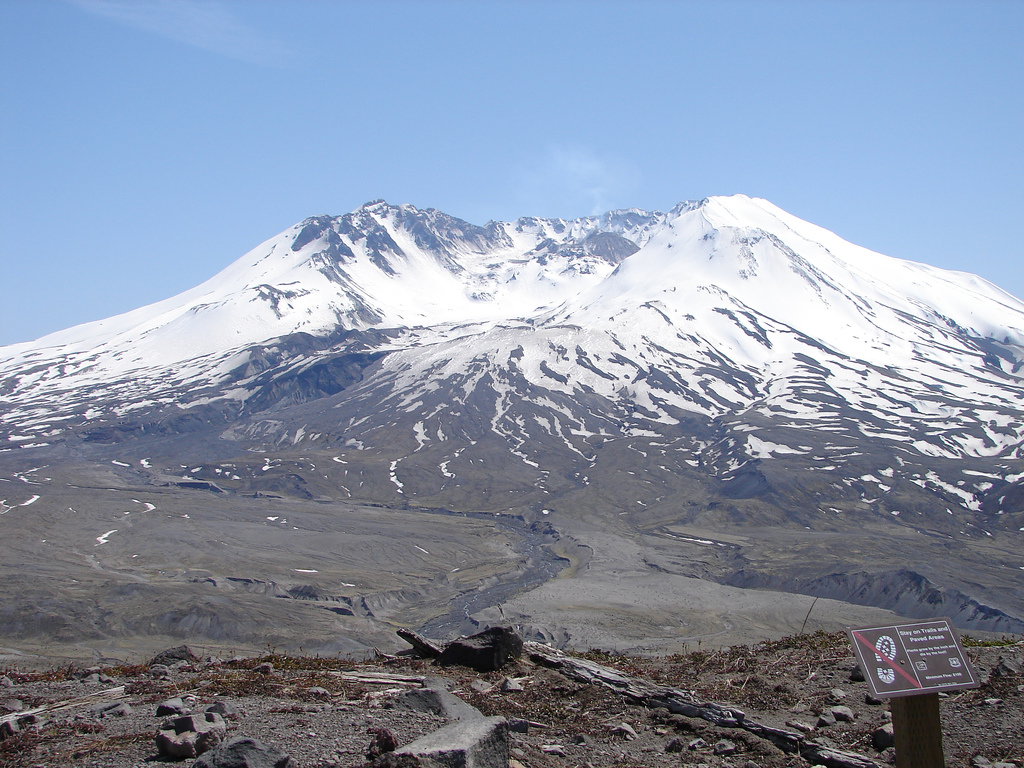
Le mont Saint Helens enneigé depuis Johnson Ridges, 9 mai 2006.

De forme relativement conique avant l'éruption de 1980, le volcan présente désormais une forme de fer à cheval ouvert vers le nord en une large vallée qui s'ouvre en direction du lac Spirit. Le cratère sommital abrite plusieurs dômes de lave ainsi qu'un glacier : le glacier Crater. Les bords de ce cratère sont relativement réguliers et culminent à 2 540 mètres d'altitude. L'éruption de 1980 ayant soufflé la végétation et submergé la région sous les cendres volcaniques, les flancs du volcan sont totalement dépourvus de végétation tandis que les alentours, encore jonchés des troncs d'arbres déracinés par le souffle de l'éruption, commencent à être recolonisés par la végétation.
Avant son éruption de 1980, le mont Saint Helens était le cinquième plus haut pic de l'État de Washington et il dépassait largement en taille les collines environnantes. Son sommet était recouvert de neige et de glace ce qui lui valut aussi par sa forme conique le nom de « Fuji-san of America » (« mont Fuji de l'Amérique »). Le sommet du pic siégeait à un peu plus de 1 500 mètres au-dessus de sa base située entre 1 220 mètres et 1 340 mètres d'altitude alors que le diamètre de sa base mesurait environ neuf kilomètres.
Bien que le mont Saint Helens soit situé dans le comté de Skamania, sa meilleure route d'accès traverse le comté de Cowlitz à l'ouest. L'autoroute d'État 504, localement nommée Spirit Lake Memorial Highway, rejoint la route principale Interstate 5 au niveau de la sortie 49 à 55 kilomètres à l'ouest de la montagne. Cette grande autoroute relie les localités de Castle Rock, Longview et Kelso en suivant la rivière Cowlitz avant de traverser l'aire urbaine de Vancouver (Washington) – Portland sur 80 kilomètres au sud-ouest. La localité la plus proche du volcan se nomme Cougar et se situe à 18 kilomètres au sud-ouest du pic.

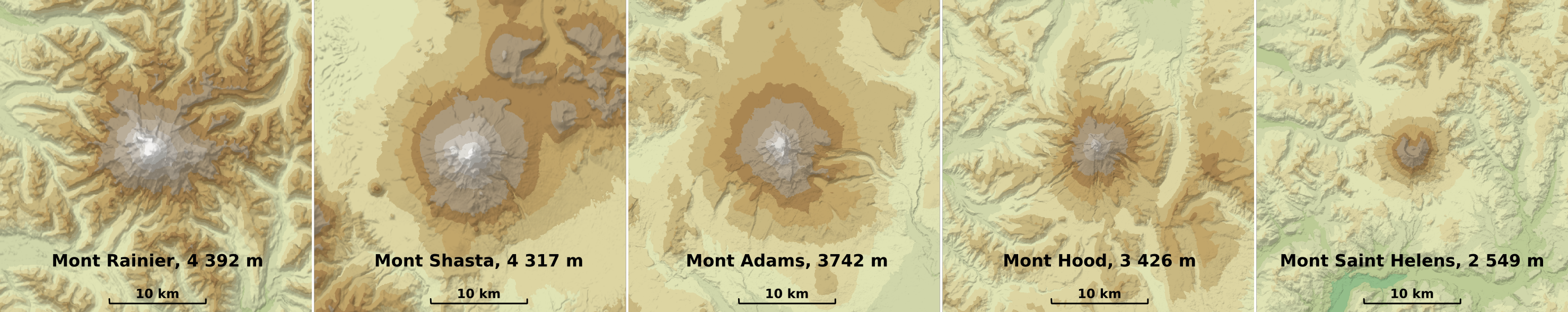
Comparaison, à la même échelle, avec d'autres volcans de la chaîne des Cascades.

### Hydrographie

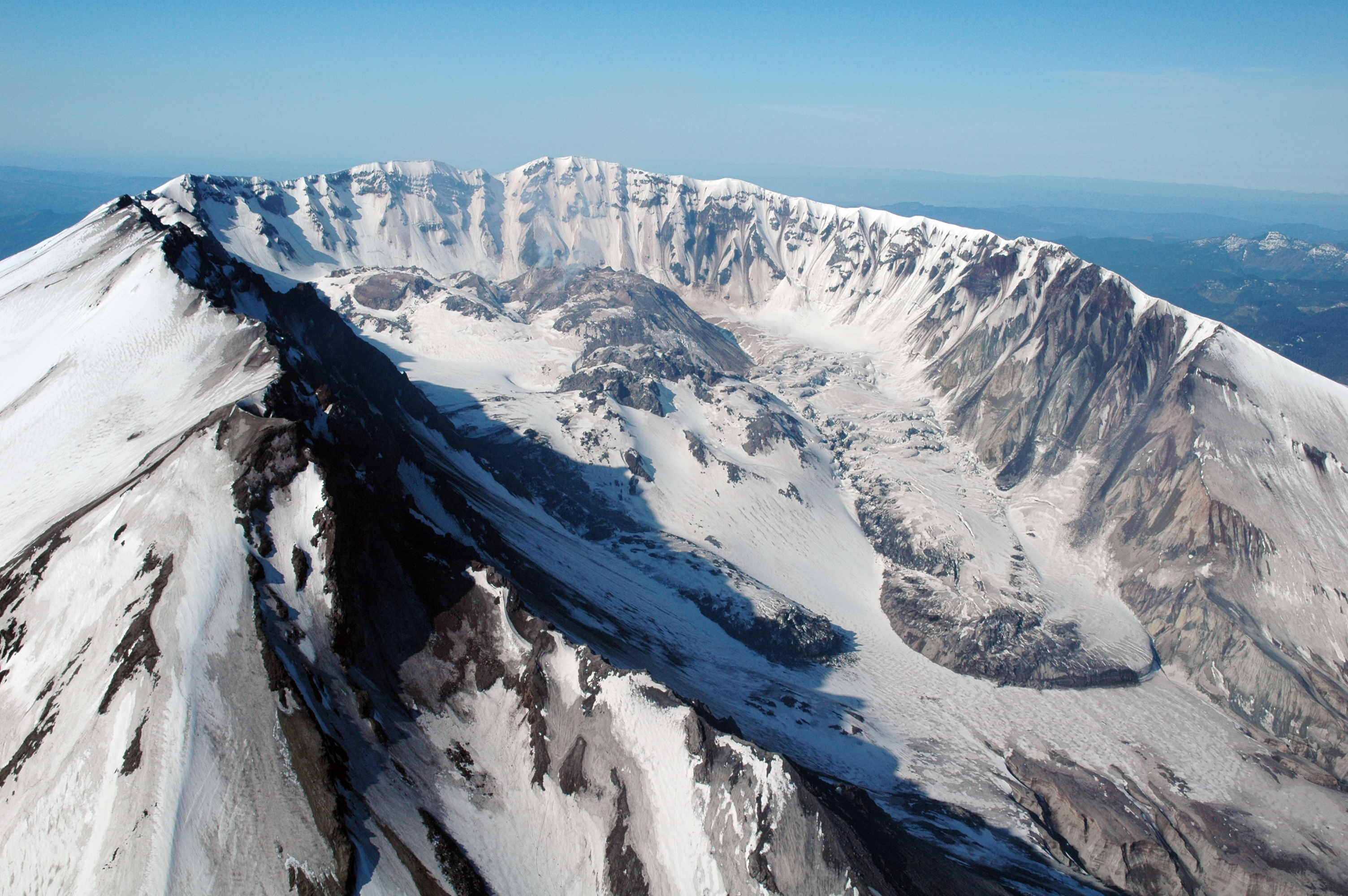
Photo aérienne du glacier Crater.

Les ruisseaux qui naissent sur le volcan se jettent dans trois rivières différentes. Il s'agit de la Toutle au nord et au nord-ouest, de la rivière Kalama (en) à l'ouest et de la rivière Lewis au sud et à l'est. La rivière Lewis est équipée de trois barrages hydroélectriques pour la production d'électricité. Les parties méridionale et orientale du volcan alimentent en eau le réservoir Swift.
Durant l'hiver 1980-1981, un glacier portant actuellement le nom officiel de glacier Crater mais connu précédemment sous le nom de glacier Tulutson commença à grossir très rapidement (14 mètres d'épaisseur par an) à l'ombre du cratère. Il est alimenté par les précipitations nombreuses de neiges et par les avalanches répétées sur le flanc du volcan. En 2004, il recouvrait environ 0,93 km2. Le glacier paraît sombre et sale en été à cause de chutes de pierres et de poussières datant de l'éruption. La glace atteint une épaisseur moyenne de 100 mètres avec un maximum de 200 mètres. Toute la glace actuelle date d'après l'éruption de 1980 mais le volume de celle-ci est déjà identique à celui d'avant éruption.
Avec les récentes activités volcaniques relevées depuis 2004, la nouvelle glace s'est fissurée et présente actuellement des crevasses et des séracs causés par le mouvement du sol du cratère. Sa forme change rapidement du fait de la montée du cratère et des chutes importantes de neige. Le tout nouveau dôme volcanique a quasiment séparé le glacier en une partie orientale et une partie occidentale. Toutefois, le glacier continue à s'étendre lentement vers la vallée sous son propre poids. En réalité, il existe deux avancées de glace vers la vallée. L'avancée de l'est descend plus bas dans la vallée grâce à sa position ombragée sur le flanc de la montagne qui la protège des rayons du soleil. Depuis 2004, de nouvelles glaces se sont formées sur les flancs du cratère et alimentent ainsi les avancées du glacier en nouvelles glaces et en rochers. De nouvelles accumulations de neige apparaissent également à de nouveaux endroits sur le volcan ce qui pourrait à terme mener à la création de nouveaux glaciers.

### Géologie

Zone tectonique de la chaîne des Cascades.

La chaîne des Cascades telle qu'elle se présente de nos jours se met en place entre 7 et 5 millions d'années BP, au début du Pliocène. Avec la séparation simultanée de la plaque Explorer de la plaque Juan de Fuca et l'épaississement de la zone de subduction qui a donné naissance à l'arc volcanique des Cascades, l'angle du plan de Wadati-Benioff augmente. Les frictions deviennent plus intenses, le relief s'accroît et le volcanisme reprend. Les principaux volcans des High Cascades naissent entre 3 millions d'années et 140 000 ans BP,.
Les différents édifices qui se construisent se mettent en place au-dessus d'un socle de roches volcaniques émises tout au long de l'Oligocène. Le mont Saint Helens est de type explosif en raison de la remontée de magma andésitique très riche en silice. Ceci caractérise un volcanisme de subduction plutôt courant en Californie.
Le mont Saint Helens est « jeune » d'un point de vue géologique par rapport aux autres volcans de la région. Il commença à se former il y a moins de 40 000 ans alors que son sommet d'avant 1980 commença à s'élever il y a seulement 2 200 ans. Il s'agit du volcan le plus actif de la chaîne des Cascades depuis l'Holocène (10 000 dernières années).

### Climat
Les courants océaniques en provenance de l'océan Pacifique et l'altitude élevée conduisent à d'abondantes précipitations pluvieuses ou neigeuses. Il tombe ainsi en moyenne 3 600 mm par an et l'épaisseur de neige peut atteindre 4,9 mètres.

### Faune et flore
Les pentes préservées par l'éruption font partie de l'écorégion des « hautes-terres des Cascades occidentales » (Western Cascades Montane Highlands). Les intenses précipitations favorisent le développement de forêts denses, avec la Pruche de l'Ouest (Tsuga heterophylla), le Pin d'Oregon (Pseudotsuga menziesii) et le Thuya géant de Californie (Thuja plicata). Au-dessus, la forêt est dominée par le Sapin gracieux (Abies amabilis). Sous la limite des arbres, inhabituellement basse à environ 1 350 mètres d'altitude en raison des précédentes perturbations volcaniques, la forêt est composée de la Pruche subalpine (Tsuga mertensiana) et du Cyprès de Nootka (Callitropsis nootkatensis). Les prairies alpines ont historiquement été rares au mont Saint Helens.
Les grands mammifères sont représentés par le Wapiti de Roosevelt (Cervus canadensis roosevelti), le Cerf à queue noire (Odocoileus hemionus columbianus), l'Ours noir (Ursus americanus) et le Puma (Puma concolor). Une population de Chèvre des montagnes Rocheuses (Oreamnos americanus), pourtant éradiquée en 1980, a fait son retour sur les pentes supérieures de la montagne.

## Histoire

### Histoire éruptive

#### Plus anciennes activités éruptives

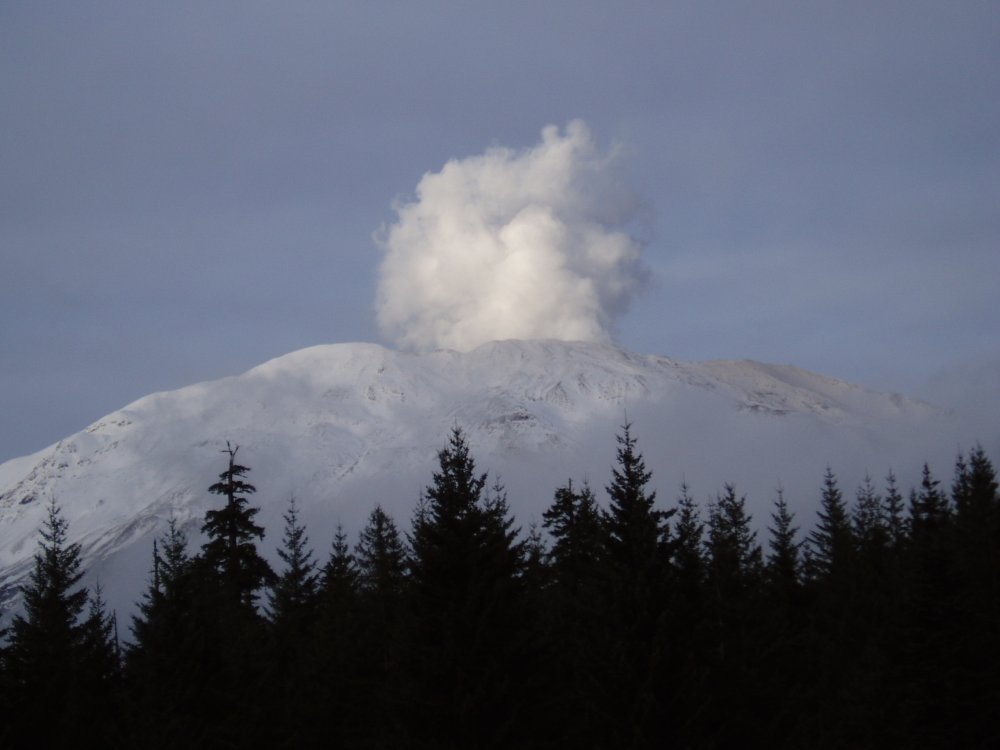
Panache de fumées expulsé de la montagne en décembre 2004.

La première période éruptive du mont Saint Helens est connue sous le nom de Ape Canyon Stage (il y a environ 35 000 ans), la « période Cougar » (Cougar Stage) date d'environ 18 000 ans et la période de Swift Creek d'environ 8 000 ans. Ces trois premières périodes sont groupées sous la dénomination de « période ancienne ». La période moderne qui commença en 2 500 ans av. J.-C. est appelée Spirit Lake Stage. La période moderne et la période ancienne diffèrent dans la composition des laves. Les anciennes sont composées de dacite et d'andésite alors que la composition de la période moderne est plus diversifiée avec notamment de l'olivine, du basalte en plus de l'andésite et du dacite.
Le mont Saint Helens débuta sa croissance au Pléistocène il y a environ 37 600 ans. Durant la période Ape Canyon Stage se produisirent des éruptions composées de pierres ponces et de cendres. Il y a 36 000 ans, un grand lahar coula en bas du volcan. Les coulées de boues étaient de force importante durant tous les cycles des éruptions du mont Saint Helens. La première période se termina il y a environ 35 000 ans et fut suivie de 17 000 années de calme. Des parties du premier cône du volcan ont été déplacées par des glaciers durant la glaciation qui eut lieu il y a 14 000 à 18 000 ans.
La seconde période éruptive, composée de nuées ardentes et de coulées de laves, commença il y a 20 000 ans et dura 2 000 ans. Après 5 000 nouvelles années de sommeil, le volcan se réveilla il y a 13 000 ans avant de se rendormir il y a 8 000 ans de cela. Cette dernière période ancienne vit la présence de coulées pyroclastiques, la montée du dôme et le recouvrement du paysage avec des éjectas.

#### Périodes éruptives deSmith Creeket dePine Creek
Le repos qui dura alors environ 3 500 ans s'arrêta il y a environ 4 500 ans avec le début de la période de Smith Creek. Les éruptions crachèrent d'énormes quantités de cendres et de pierres ponces jaunes-brunes qui recouvrirent des zones de plusieurs milliers de kilomètres carrés. L'éruption qui est survenue 1 900 ans av. J.-C. est sans conteste la plus grande qu'ait connu le mont durant l'Holocène si l'on en juge le volume d'une couche de cendres datant de cette période. Cette période éruptive dura jusque 1 600 av. J.-C. et laissa une couche de 46 centimètres de matières rejetées à 80 kilomètres de là dans le parc national du mont Rainier. Des traces furent même retrouvées au nord-est du parc national Banff dans la province canadienne de l'Alberta et dans l'État de l'Oregon au sud. Cela laisse penser qu'une quantité d'environ 10 km3 de matières fut rejetée durant ce cycle. Le volcan se reposa ensuite durant 400 ans.
Le mont Saint Helens se réveilla à nouveau 1 200 ans av. J.-C. durant la période éruptive de Pine Creek. Elle dura 400 ans et fut caractérisée par de plus petites éruptions. Plusieurs coulées pyroclastiques touchèrent les vallées avoisinantes. Une grande coulée de boue obstrua en partie 65 kilomètres du cours de la rivière Lewis entre 1 000 et 500 ans av. J.-C.

#### Périodes éruptives deCastle Creeket deSugar Bowl
La période éruptive de Castle Creek commença 400 ans av. J.-C. et est caractérisée par un changement dans la composition de la lave avec l'apparition d'olivine et de basalte. Le sommet d'avant 1980 commença alors à se former. Des coulées importantes de laves caractérisaient cette période par rapport aux anciennes qui étaient composées en plus grande proportion de rejets de cendres. Une coulée de lave se jeta dans les rivières Lewis et Kalama cent ans av. J.-C. Le Ier siècle de notre ère vit une coulée de boue atteindre les vallées des rivières Toutle et Kalama. Elle pourrait même avoir atteint le fleuve Columbia. 400 ans de sommeil s'ensuivirent.
La période nommée Sugar Bowl fut courte et très différente des autres. Elle vit la première explosion latérale du mont avant celle de 1980. Le volcan commença à lentement former un dôme avant d'exploser violemment une ou deux fois en rejetant de petits volumes de matières.

#### Périodes Kalama etGoat Rocks
700 ans de sommeil prirent fin en 1480 lorsque de grosses quantités de matières éruptives grisâtres furent rejetées au début de la période Kalama. L'éruption de 1480 fut plusieurs fois plus importante que celle du 18 mai 1980. En 1482, une autre éruption semblable en volume à celle de 1980 eut lieu. Les cendres furent rejetées à 9,5 kilomètres au nord-est du volcan en créant une couche d'un mètre de cendres. À 80 kilomètres, la couche mesurait encore cinq centimètres d'épaisseur. Des coulées pyroclastiques atteignirent le bassin de la rivière Kalama. Le cycle s'arrêta aux alentours de 1647 et cela pendant une période de 150 ans.

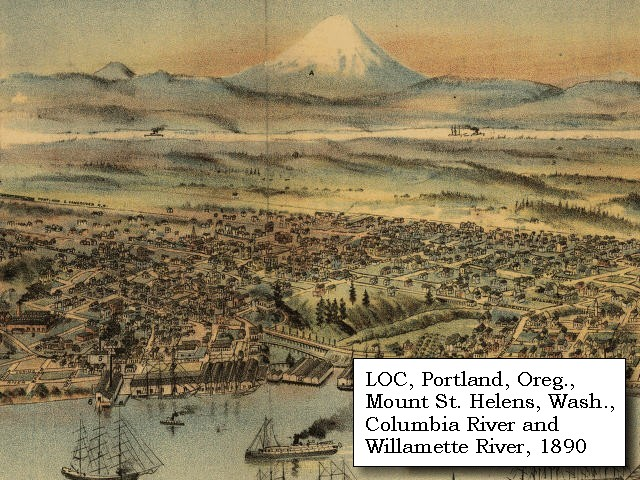
L'apparence symétrique du mont avant l'éruption de 1980 lui donna le titre de mont Fuji de l'Amérique. Cette forme apparut durant les périodes Kalama et Goat Rocks.

La période éruptive de 57 ans de Goat Rocks débuta en 1800. Pour la première fois de l'histoire du volcan, des écrits relatèrent les évènements grâce à l'arrivée récente des colonisateurs blancs. Comme pour la période précédente, l'éruption commença par une explosion de dacite suivie de coulées de lave d'andésite. L'éruption culmina avec la création d'un dôme de dacite. L'éruption de 1800 rivalisait en puissance avec celle de 1980 bien qu'aucune destruction massive du cône n'ait eu lieu. Les cendres furent rejetées au centre et à l'est de l'État de Washington, au nord de l'Idaho et à l'ouest du Montana. Une douzaine de petites éruptions de cendres se produisirent entre 1831 et 1857 dont une plus importante en 1842. La cheminée d'expulsion se trouvait très vraisemblablement dans la zone de Goat Rocks située sur le flanc Nord-Est du volcan.

#### Période éruptive contemporaine

##### 1980 à 2001

Croissance du dôme entre 1980 et 1986.

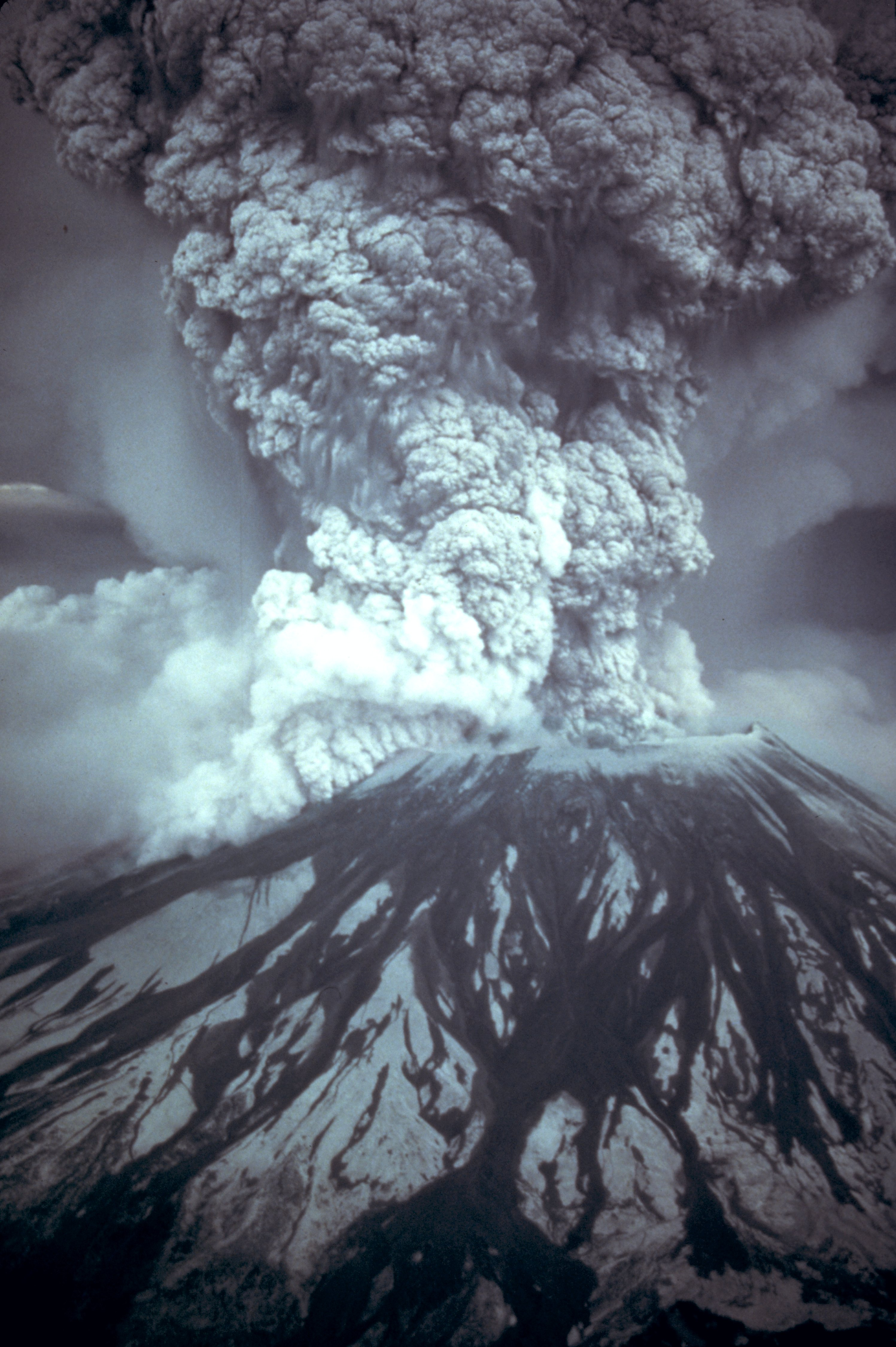
Éruption du mont Saint Helens le 18 mai 1980 à locale le matin.

Le 20 mars 1980, le mont Saint Helens fut le théâtre d'un tremblement de terre d'une magnitude 4,2 sur l'échelle de Richter. Des vapeurs s'échappèrent dès le 27 mars. À la fin du mois d'avril, le côté nord de la montagne commença à se bomber. Un second tremblement de magnitude 5,1 commença le 18 mai à 8 h 32 sans signe précurseur. Celui-ci endommagea fortement le flanc nord du volcan en créant un éboulement gigantesque. Les matières volcaniques sous pression à l'intérieur du mont Saint Helens se libérèrent en une énorme coulée pyroclastique qui recouvrit la végétation et les habitations sur 600 km2. L'éruption fut classée en force 5 en indice d'explosivité volcanique.
La destruction du flanc créa des lahars (coulées de boue) composés de glaces, de neiges et d'eau. Les lahars s'écoulèrent sur plusieurs kilomètres le long des rivières Toutle et Cowlitz en détruisant des ponts et des camps de bûcherons. Un total d'environ trois km3 de matières fut ainsi transporté jusqu'à 27 kilomètres du volcan.
Pendant plus de neuf heures, un énorme panache de cendres assombrit le ciel en grimpant à une hauteur comprise entre 20 et 27 kilomètres d'altitude. Le panache se déplaça vers l'est à une vitesse moyenne de 95 km/h en atteignant l'État de l'Idaho à midi.
Aux environs de 17 h 30, le panache diminua en taille et le nombre d'explosions diminua les jours suivants. L'énergie dégagée équivalait à 350 mégatonnes de TNT ce qui est semblable à 27 000 bombes atomiques d'Hiroshima. Le volcan rejeta au total 2,9 km3 de matières sans compter les matières déplacées lors du glissement de terrain. La hauteur du volcan chuta de 400 mètres et un cratère de 3,2 kilomètres de diamètre pour 800 mètres de profondeur se créa. L'éruption tua 57 personnes, environ 7 000 grands animaux sauvages (cerfs, wapitis et ours) et une estimation de douze millions de poissons. L'éruption détruisit ou endommagea 200 à 250 maisons, 24 kilomètres de voies ferrées et 300 kilomètres de routes.
Entre 1980 et 1986, l'activité continua avec la création d'un nouveau dôme dans le cratère. Du 7 décembre 1989 au 6 janvier 1990 et du 5 novembre 1990 au 14 février 1991, le volcan entra en éruption en projetant de gros nuages de cendres.

##### Depuis 2004

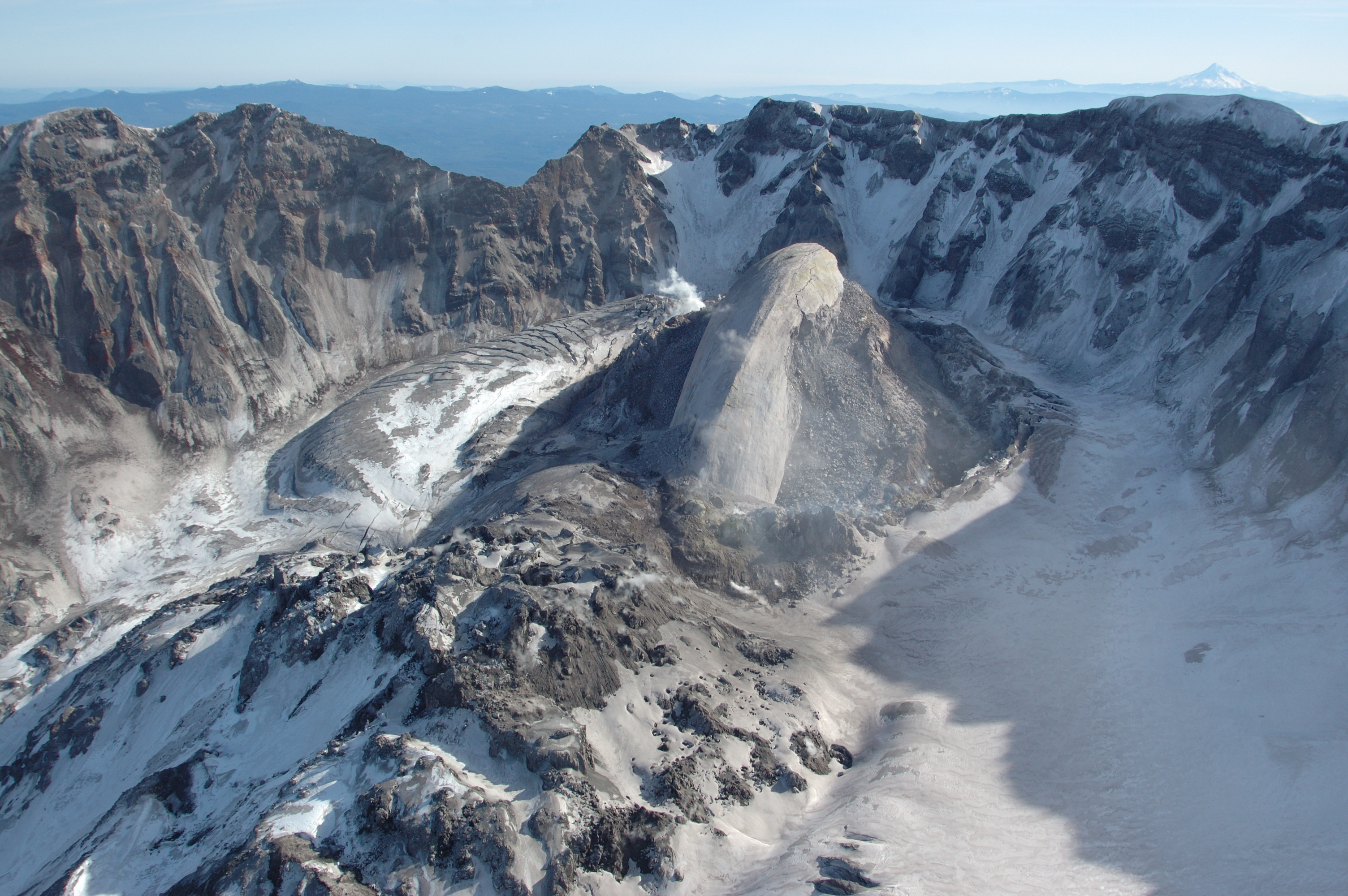
Le mont en février 2005.

Le magma atteignit le sommet du cratère le 11 octobre 2004 en créant un nouveau dôme au sud du cratère existant. Il continua à grandir en 2005 et 2006. Le mont Saint Helens montra une activité renforcée le 8 mars 2005 lorsqu'un panache de poussières monta à 11 000 mètres d'altitude ce qui le rendit visible depuis la ville de Seattle. Cette éruption mineure fut accompagnée d'un tremblement de terre de magnitude 2,5.
Le 22 octobre 2006, un tremblement de terre de magnitude 3,5 sur l'échelle de Richter causa la chute d'une partie du dôme magmatique qui envoya une projection de cendres à plus de 600 mètres de hauteur.
Le 19 décembre 2006, un large panache de cendres fut observé, faisant croire à la population qu'une grosse éruption avait eu lieu. Au contraire, l'observatoire régional des volcans (USGS) ne mentionna rien d'alarmant dans la taille du panache observé. Le volcan est en fait en éruption permanente depuis octobre 2004 mais les éruptions ont toujours été très limitées.
Le 22 août 2009, plusieurs séismes de magnitude 2 à 2,4 sur l'échelle de Richter furent enregistrés. À la suite de ces secousses, l'activité géothermique du dôme de lave du cratère augmenta.
Le 12 avril 2010, après de longs mois d'une intensité géothermique faible, un sursaut d'activité de la chambre magmatique provoqua un dégagement intempestif de fumées à forte teneur en sulfure d'hydrogène.

### Histoire humaine

#### Importance pour les Amérindiens
Des traces de la présence d'anciens lieux de vie ont été découvertes dans la forêt nationale Gifford Pinchot qui entoure le mont. La datation de ces sites prouve que des gens vécurent ici pendant au moins 6 500 ans. Le mont a probablement eu des effets dramatiques sur la vie des occupants de la région. Des archéologues ont ainsi démontré qu'une éruption avait recouvert un campement d'Amérindiens avec de la pierre ponce il y a environ 3 500 ans. Cela entraina l'abandon de la zone pendant environ 2 000 ans. Plus récemment, des Amérindiens des tribus Cowlitz, Klickitat, Chinook et Yakamas se déplaçaient encore au gré des saisons dans la zone pour chasser, pêcher et faire de la cueillette de baies comestibles.

#### Exploration européenne
Un commandant de la Royal Navy du nom de George Vancouver et son équipage du HMS Discovery aperçurent le mont le 19 mai 1792 lors d'un voyage d'exploration des côtes Nord du Pacifique qui les conduisit dans l'embouchure du fleuve Columbia. C'était la première fois que des explorateurs européens mentionnaient la présence du volcan.
Des années plus tard, d'autres explorateurs et des trappeurs entendirent parler d'une éruption dans les environs. Les géologues et les historiens déterminèrent grâce à leurs relevés que l'éruption eut lieu en 1800, ce qui correspond au début de la période éruptive de 57 ans du cratère Goat Rocks. Alarmés par la chute de cendres volcaniques, les Amérindiens de la tribu des Nespelem au nord-ouest de l'État de Washington dansèrent et prièrent pour la nourriture nécessaire au passage de l'hiver.
À la fin 1805 et au début 1806, des membres de l'expédition Lewis et Clark aperçurent le volcan à partir du fleuve Columbia mais ne remarquèrent pas d'éruptions ni même de traces. Ils découvrirent néanmoins des sables mouvants entravant l'accès de l'embouchure de la rivière Sandy près de Portland, suggérant une éruption du mont Hood dans les décennies précédentes.

#### Colonisation européenne

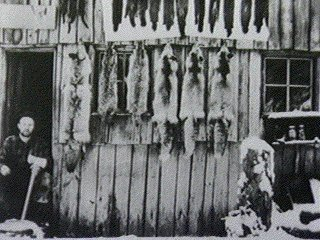
Photo du XIXe siècle d'un trappeur dans la région de Saint Helens.

Les premiers habitants locaux non amérindiens furent les trappeurs européens. Ceux-ci travaillaient pour la Compagnie de la Baie d'Hudson. Au début des années 1890, un ermite du nom d'Ole' Peterson s'installa dans une cabane à Cougar Flats, le long de la haute rivière Lewis. Durant ces années, un district minier de 404 km2 fut créé au nord du lac Spirit. En 1911, on dénombrait 400 mines actives dans la zone. Néanmoins, aucun minerai ne fut trouvé dans des quantités suffisantes pour être vraiment rentable étant donné les coûts de transport qu'entraînait l'éloignement de la zone.

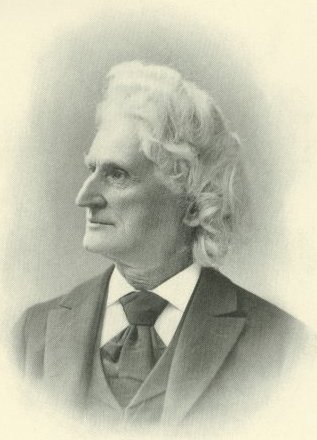
James Dwight Dana fut un des premiers géologues à étudier le volcan.

Le premier témoignage d'une éruption fut apporté par le docteur Meredith Gairdner en 1835 alors qu'il travaillait pour la Compagnie de la Baie d'Hudson située à Fort Vancouver. Il envoya son témoignage au Edinburgh New Philosophical Journal qui publia sa lettre en janvier 1836. Le géologue James Dwight Dana de l'université Yale aperçut le volcan lors d'une exploration menée par les États-Unis. Un autre membre de l'expédition décrivit des formations de laves basaltiques à la base du mont.
Au début de l'hiver 1842, des habitants furent les témoins de ce qu'on appela à l'époque la « Grande éruption ». Pendant 15 ans, le mont cracha des nuages de cendres. Les éruptions de cette période étaient de type phréatique (explosions de vapeurs). Le révérend Josiah Parrish (en) aperçut le phénomène dans la localité de Champoeg dans l'Oregon le 22 novembre 1842. Les cendres atteignirent la localité de The Dalles en Oregon située à 80 kilomètres au sud-ouest du volcan.

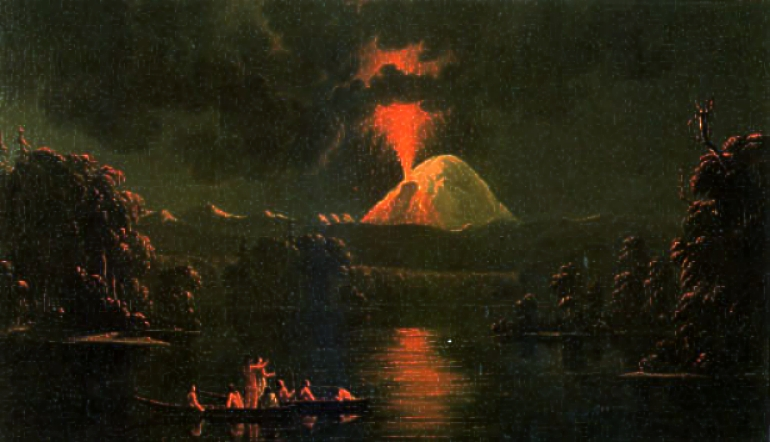
Le mont Saint Helens en éruption la nuit. Peinture de Paul Kane après sa visite de la zone en 1847.

Le lieutenant britannique Henry J. Warre (en) surveilla l'éruption en 1845 et deux ans plus tard, le peintre canadien Paul Kane représenta le volcan. Les travaux de Warre décrivirent des matières volcaniques proches d'un évent situé à un tiers de la hauteur par rapport au sommet sur le flanc Ouest ou Nord-Ouest (certainement à Goat Rocks). Un dessin de Kane représente de la fumée sortant de la même zone.
Alors que le volcan n'avait plus fait parler de lui depuis 1854, un journal local reporta le 17 avril 1857 qu'un des volcans de la région était en éruption mais la faiblesse de l'épaisseur des couches de cendres associées à cet évènement indique une éruption de faible intensité.
Avant l'éruption de 1980, le lac Spirit proposait des activités récréatives toute l'année comme du bateau en été ou du ski en hiver.

#### Éruption de 1980

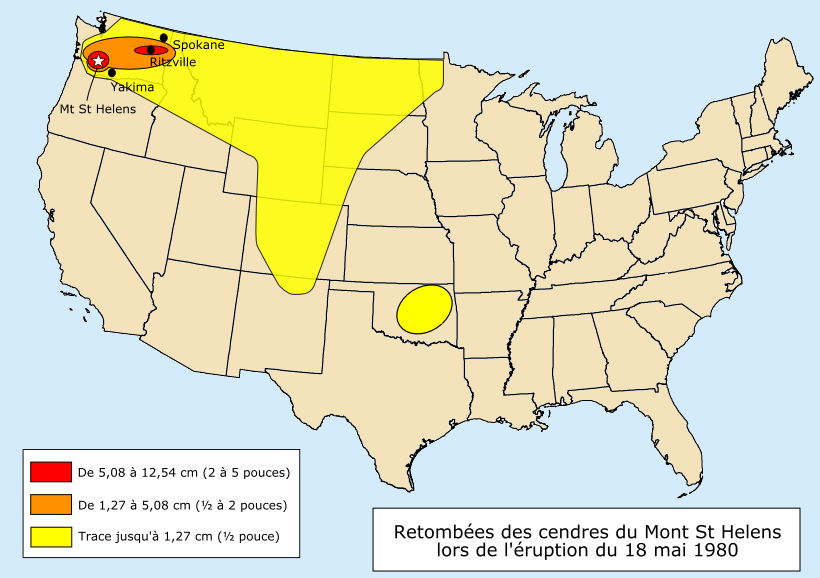
Les cendres de l'éruption touchèrent des millions de personnes. 57 personnes furent tuées et le coût des dégâts s'éleva à un milliard de dollars.

Le mont Saint Helens entra en éruption le 18 mai 1980. Après des mois d'activité intense qui suréleva une partie du flanc Nord du volcan, un tremblement de terre causa la rupture totale du flanc Nord du volcan lors d'un gigantesque glissement de terrain. La roche évacuée libéra les matières sous pression à l'intérieur du volcan, ce qui donna lieu à la plus grande éruption volcanique jamais enregistrée à l'intérieur de la partie continentale des États-Unis.

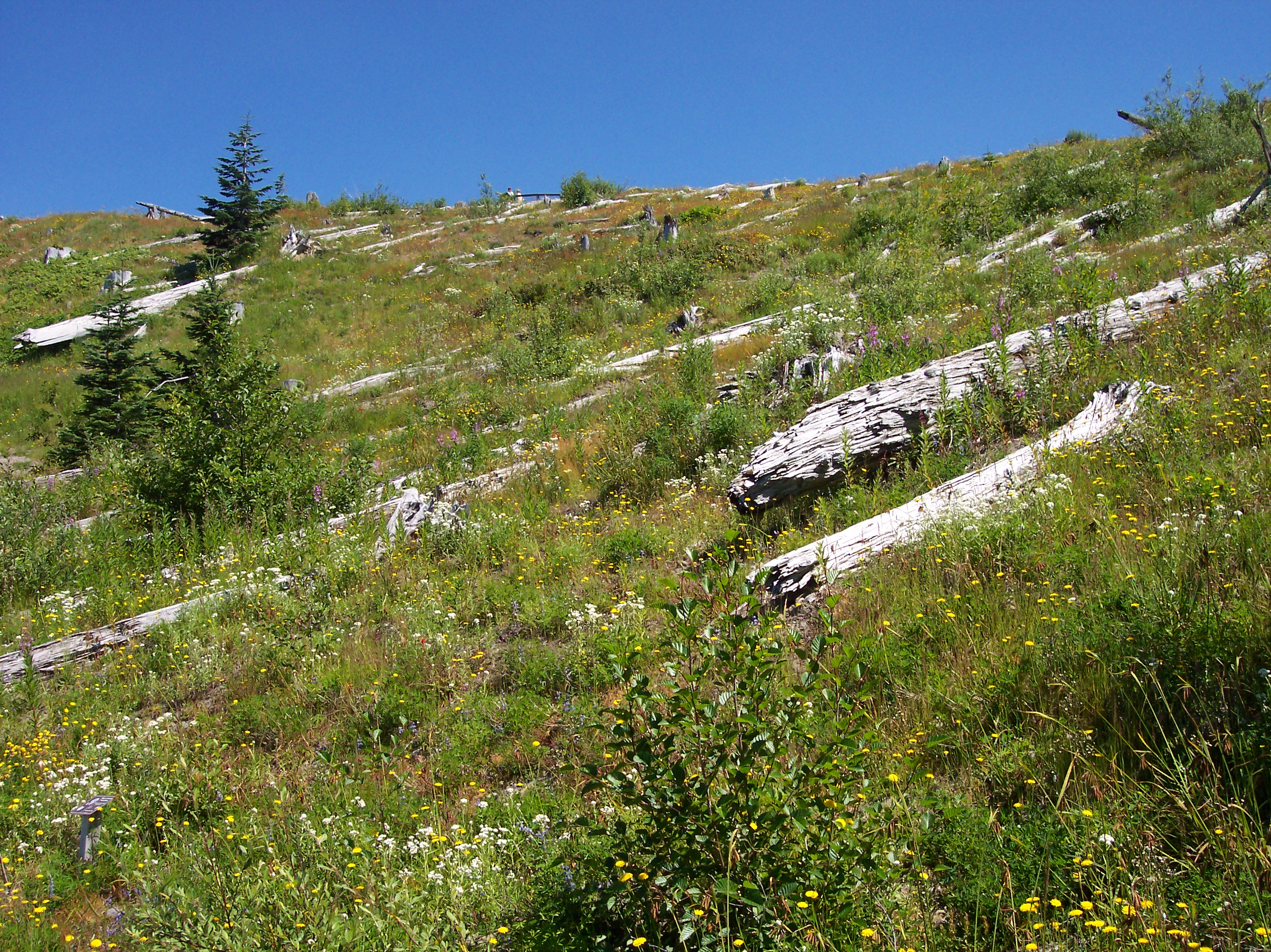
Vue à partir de l'observatoire de Johnston Ridge 25 ans après l'éruption.

Le volcanologue français Haroun Tazieff avait jugé le mont Saint Helens inoffensif et l'avait qualifié de « petite Soufrière » en référence à ce volcan de Guadeloupe. Toutefois, Haroun Tazieff s'était contenté, quelques semaines avant l'éruption du mont Saint Helens, d'un survol du volcan, à l'encontre de ce qu'il a toujours préconisé en matière de diagnostic : la répétition de longues observations au plus près du volcan. Les Américains lui avaient interdit de se rendre sur ce volcan. De même qu'il avait préconisé la surveillance de la Soufrière, indiquant que l'on aurait certainement vingt-quatre heures pour évacuer en cas de remontée de magma frais, lorsqu'il a affirmé que le Saint Helens était une petite Soufrière, c'était à la suite d'une éruption phréatique, bien avant la catastrophe. Ce n'était à l'évidence pas pour nier le risque ultérieur de montée de magma, puisque telle était son appréciation des risques à la Soufrière de Guadeloupe. Finalement, le mont Saint Helens entra en éruption à quelques minutes seulement de l'heure prévue pour le retour des 30 000 personnes qui avaient été déplacées. Ce qui ne pouvait à l'époque être prévu par les scientifiques qui ignoraient le phénomène, c'était que les remontées de gaz pouvaient à la longue « pourrir » la roche du volcan, l'argiliser, au point de provoquer cet énorme glissement de terrain qui allait déclencher l'éruption par décompression de la colonne de magma et dégazage explosif.
Un homme âgé de 84 ans du nom de Harry Truman devint célèbre en refusant de quitter sa maison avant le début de l'éruption malgré les demandes répétées des autorités. Son corps ne fut jamais retrouvé après le drame. 57 personnes périrent au total. Le bilan aurait été probablement bien plus élevé si l'éruption s'était produite le lendemain qui était un jour de travail,.
Parmi les victimes se trouve un géologue de 30 ans du nom David A. Johnston, chef de file de ceux qui estimaient que le risque était réel, positionné à proximité du volcan. À 8 h 32, peu avant que sa position ne soit envahie par une coulée pyroclastique, Johnston transmit ses derniers mots : « Vancouver ! Vancouver ! Ça y est ! » Son corps ne fut jamais retrouvé.
Le président américain Jimmy Carter, voyant les dégâts, déclara : « Quelqu'un disait que le paysage était lunaire mais la Lune est un terrain de golf en comparaison à ce lieu. » Une équipe de tournage fut héliportée sur le mont le 23 mai pour filmer la portée des dégâts. Les membres de cette équipe se perdirent lors des prises de vue, mais ils furent retrouvés sains et saufs le 27 mai par un hélicoptère de la garde nationale alors qu'une éruption avait encore eu lieu le 25 mai. Leur film documentaire The Eruption of Mount St. Helens devint plus tard populaire.

## Activités

### Randonnée et ascension
En 1987, le service national des forêts (National Forest Service) rouvrit l'accès à la montagne pour l'escalade. En 2004, l'activité volcanique augmenta de nouveau, ce qui stoppa les activités sur et autour du mont.
Le 21 juillet 2006, la montagne fut à nouveau ouverte aux alpinistes.

### Protection environnementale

Carte des zones protégées autour du mont Saint Helens.

En 1982, le président Ronald Reagan et le Congrès américain font du volcan un monument national : le Mount St. Helens National Volcanic Monument. Il s'agit d'une zone d'une superficie de 445 km2 autour de la montagne incluse dans la forêt nationale Gifford Pinchot, elle-même d'une superficie de 5 350 km2.

### Évaluation et prévention des risques
La prochaine éruption du mont Saint Helens devrait probablement être plus explosive que celle de 1980. La configuration actuelle du dôme de lave dans le cratère implique une pression bien supérieure et donc un potentiel de destruction plus élevé. Des cendres volcaniques pourraient s'étendre sur une superficie de 100 000 km2 et perturber le transport aérien. Un vaste lahar s'étendrait sur plusieurs bras de la Toutle, causant vraisemblablement des destructions dans des zones inhabitées le long de l'Interstate 5.

## Dans la culture

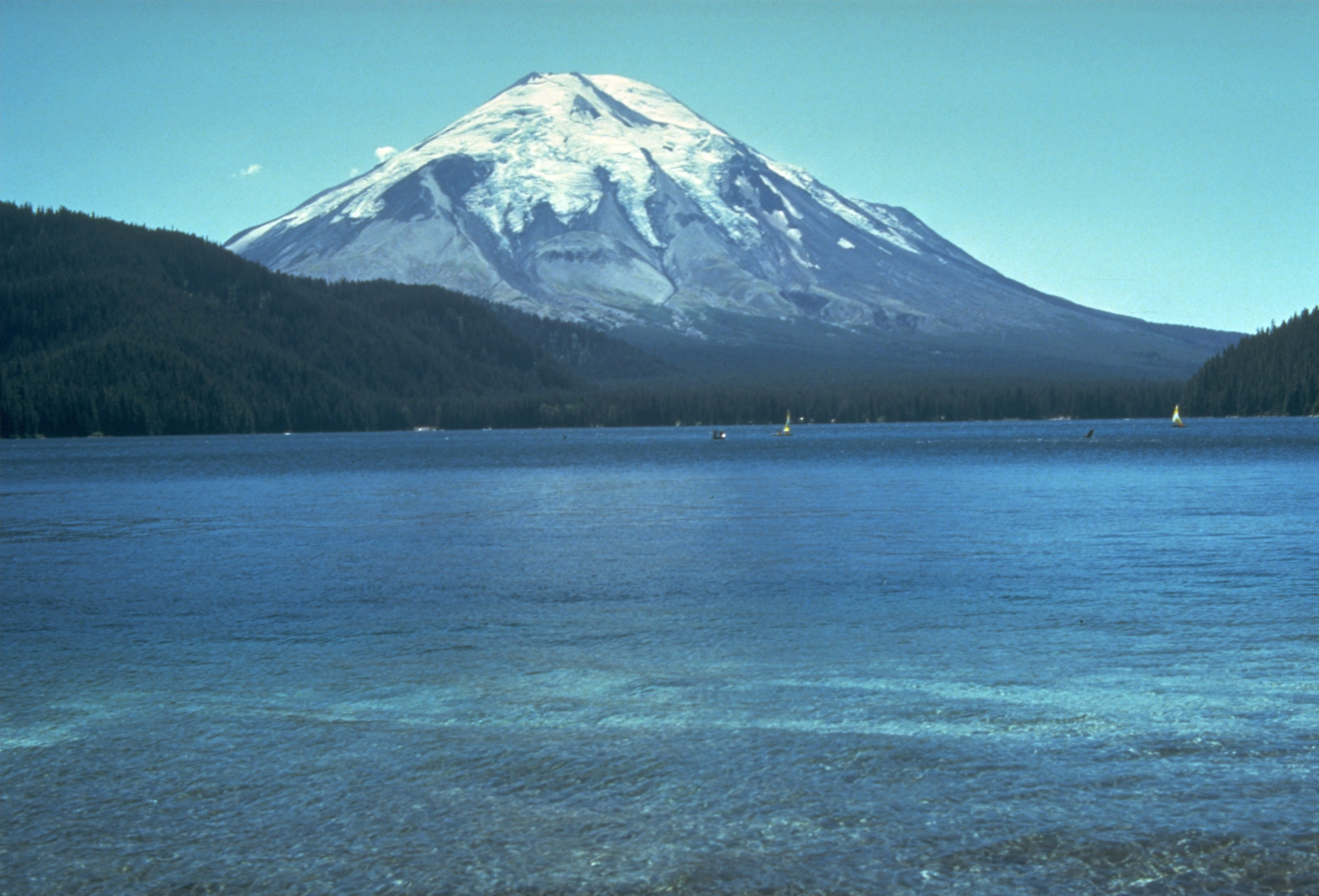
Les légendes amérindiennes étaient inspirées par la beauté des volcans de la région. Sa forme particulière d'avant 1980 lui avait valu le surnom de mont Fuji d'Amérique.

Les Amérindiens avaient des légendes expliquant les éruptions des volcans de la région. La plus célèbre d'entre elles porte le nom chez les Klickitats de légende du Pont des dieux. Selon elle, le chef de tous les dieux Tyhee Saghalie et ses deux fils Pahto (aussi appelé Klickitat) et Wy'east descendirent du Nord lointain jusqu'au fleuve Columbia à la recherche d'un lieu pour s'établir. Ils arrivèrent à un endroit actuellement dénommé The Dalles et furent émerveillés par la beauté du paysage. Les deux fils se disputèrent à propos de l'endroit et pour résoudre la querelle, le père tira deux flèches, une en direction du nord et une en direction du sud. Pahto suivit la flèche du nord et son frère celle du sud. Saghalie construisit alors le Tanmahawis (Pont des dieux) pour que sa famille puisse se rassembler périodiquement. Lorsque les deux fils tombèrent tous deux amoureux d'une belle femme du nom de Loowit, elle ne sut pas qui choisir. Ils s'affrontèrent pour gagner son cœur en brûlant des villages et des forêts lors du combat. La zone fut dévastée et la terre trembla si fort que le pont tomba dans le fleuve en créant les cascades de la gorge du fleuve Columbia. Les géologues pensent qu'il s'agissait en fait d'un glissement de terrain qui a obstrué le fleuve. Pour les punir, Saghalie les transforma en deux grandes montagnes. Wy'east devint le mont Hood et Pahto le mont Adams. Loowit fut transformée en mont Saint Helens et reste comme surnom de la montagne chez les Klickitats.
Le cratère du mont Saint Helens sert de lieu de tournage pour une scène du film Le Pic de Dante (1997) dans laquelle des volcanologues effectuent diverses mesures scientifiques sur ce volcan fictif.